# إبراهيم جونيور كوريهارا
إبراهيم جونيور كوريهارا (باليابانية: 栗原 イブラヒム ジュニア) (مواليد 14 أغسطس 2001) هو لاعب كرة قدم ياباني.

## وصلات خارجية
- إبراهيم جونيور كوريهارا على موقع الاتحاد الدولي (مؤرشف)  (الإنجليزية)
- إبراهيم جونيور كوريهارا على موقع رابطة كرة القدم اليابانية للمحترفين (اليابانية)
- إبراهيم جونيور كوريهارا على موقع قاعدة بيانات كرة القدم.إي يو (الإنجليزية)
- إبراهيم جونيور كوريهارا على موقع Soccerway.com (الإنجليزية)
- إبراهيم جونيور كوريهارا على موقع عالم كرة القدم.نت (الإنجليزية)